# Boliney
Boliney è una municipalità di quinta classe delle Filippine, situata nella provincia di Abra nella Regione Amministrativa Cordillera.
Boliney è formata da 8 baranggay:
- Amti
- Bao-yan
- Danac East
- Danac West
- Dao-angan
- Dumagas
- Kilong-Olao
- Poblacion (Boliney)